# Gunvor Hofmo
Gunvor Hofmo, född 30 juni 1921 i Christiania, död 17 oktober 1995 räknas som en av Norges mest betydelsefulla modernistiska lyriker och hon har belönats med flera priser. Hofmo debuterade 1946 med diktsamlingen Jeg vil hjem til menneskene. Mellan 1955 och 1971 präglades hennes liv av psykisk ohälsa och medföljande institutionsvård och hon producerade ingen lyrik under denna tid. I hennes diktning är krigets lidanden, sorgen över en förlorad vän och sjukhustillvaron återkommande teman.

## Biografi
Hofmo föddes i Oslo i en arbetarfamilj. Uppväxtmiljön var politiskt präglad av socialism och antifascism. Hösten 1940 lärde hon känna Ruth Maier, en jämngammal judisk flykting från Wien. Maier kom från en intellektuell högborgerlig familj och förde själv dagbok från tidiga tonår. Den har sedermera publicerats och filmatiserats. Hofmo och Maier levde tillsammans i en kärleksrelation de närmaste två åren, reste runt i landet och tog tillfälliga arbeten. I november 1942 tillfångatogs Maier och fördes med en stor mängd judiska fångar till Tyskland där hon avrättades i förintelselägret Auschwitz. Ett par år senare fick Hofmo sin första psykiatriska diagnos och sjukhusvårdades. Hofmo tog studenten som privatist 1945 som den första i sin familj.
Hofmo debuterade som poet 1946 med samlingen Jeg vil hjem til menneskene.  Den fick ett välvilligt mottagande av kritikerna och följdes av ytterligare fyra diktsamlingar fram till 1955. Hon  publicerade dikter i flera tidningar, skrev krönikor och resebrev och deltog i uppläsningar. Hon fick genom stipendier möjlighet att resa i Europa och besökte bland annat Paris, London, Köpenhamn och Stockholm.
1947 flyttade Hofmo ihop med Astrid Tollefsen, som också var poet och åtskilligt äldre. De levde tillsammans under de närmaste åren fram till att Hofmo insjuknade i en psykos som medförde upprepade och fleråriga sjukhusvistelser. Efter många års tystnad återkom Hofmo som poet 1971 och belönades med Kritikerpriset. Hon levde ensam, gav inga intervjuer och lämnade sällan sin lägenhet. Hon var fortsatt produktiv fram till sin död och fick ytterligare flera priser för sitt författarskap.
Hofmos psykiska sjukdom har avhandlats i psykiatern Nils Retterstøls bok Store tanker, urolige sinn.

## Författarskap
Redan med debutdiktsamlingen Jeg vil hjem til menneskene, 1946, uppfattades Hofmo som en mogen poet representativ för sin generation. Det ensamma barnets upplevelse präglar debutsamlingen. Förtvivlan över kriget och medföljande förluster, existentiell ensamhet, och smärta är återkommande tema. Ångest men också lidelse och begär framgår av  många dikter. Hon har kallats “Mørkets sangerske” och släktskap med såväl Edith Södergran som Nelly Sachs och Paul Celan har spårats. Bildspråket är expressivt och stundtals våldsamt.
Det finns få översättningar av Hofmos dikter. På svenska finns två utgåvor med dikter i urval, 1983 och 2019. Det finns också översättningar till engelska och spanska. Samlade texter om litteratur samt noveller och dagboksutdrag publicerades postumt år 2000 i Jan Erik Volds bok Mørkets sangerske. En bok om Gunvor Hofmo. 2016 gav Vold också ut Kánon / Kannon / Kanón som diskuterar översättning av Hofmo och andra poeter.

### Norska originalutgåvor
Hämtat från Norsk biografisk lexikon
- Jeg vil hjem til menneskene, 1946
- Fra en annen virkelighet, 1948
- Blinde nattergaler, 1951
- I en våkenatt, 1954
- Testamente til en evighet, 1955
- Gjest på jorden, 1971
- November, 1972
- Veisperringer, 1973
- Mellomspill, 1974
- Hva fanger natten, 1976
- Det er sent, 1978
- Nå har hendene rørt meg, 1981
- Gi meg til berget, 1984
- Stjernene og barndommen, 1986
- Nabot, 1987
- Ord til bilder, 1989
- Fuglen, 1990
- Navnløst er alt i natten, 1991
- Tiden, 1992
- Epilog, 1994
- Samlede dikt, red. av J. E. Vold, (postumt) 1996
- Etterlatte dikt, red. av J. E. Vold, 1997
- Jeg glemmer ingen (med akvareller av Ruth Maier), red. av J. E. Vold, 1998
- Hofmos prosa är samlad i J. E. Vold: Mørkets sangerske. En bok om Gunvor Hofmo, 2000. Här finns ungdomstexter, dagboksprosa, artiklar om diktning, ett urval brev, noveller och skisser – dessutom ett efterlämnat diktmanuskript, Fragmenter av Stor protokoll (1955)

### Utgivet på svenska
- 1983 – Verkligheten själv, dikter i urval och översättning av Christer Eriksson
- 2019 – Jag glömmer ingen, dikter i urval och översättning av Eva Runefelt och Staffan Söderblom

## Priser och utmärkelser
- Gyldendals legat 1951
- Kritikerpriset 1971
- Doblougska priset 1982
- Riksmålsförbundets litteraturpris 1989